# Charles Scarborough
Charles Scarborough o Scarburgh, nacido el 29 de diciembre de 1615 en la ciudad de Westminster y muerto el 26 de febrero de 1694 en Londres, fue un médico y matemático inglés. Fue diputado del Parlamento de Inglaterra durante dos años.

## Biografía
Charles Scarborough nació en 1615 en St. Martin's-in-the-Fields, en Westminster. Era hijo de Edmund Scarburgh y de su esposa Hannah, y hermano del coronel Edmund Scarborough.
Scarborough estudió en la St Paul's School de Londres y más tarde en Gonville and Caius College de Cambridge, donde obtuvo una selectividad en artes en 1637 y un Máster of Artes 1640. Él íntegro luego Merton College a Oxford y obtiene un doctorado en medicina en 1646. A Oxford, resulta un amigo cercano de su profesor William Harvey. Es igualmente el tutor de su propio que asiste Christopher Wren. El 6 de octubre de 1649, está elegido conférencier de la Compañía de los barberos cirujanos, el ancestro del Colegio real de cirugía.
Después de la Restauración de 1660, Scarborough está nombrado médica del rey Charles II, que el hecho chevalier en 1669. Acompaña el rey sobre su cama de muerte, antes de resultar el médico de Jacques II, de Guillaume y Marie y del príncipe Georges de Dinamarca. Bajo el reinado de Jacques II, Scarborough fue diputado por Camelford (Cornualles) en el Parlamento de Inglaterra desde 1685 hasta 1687.
Scarborough es un de los premiers miembros de la Royal Society y es electo Compañero del Colegio real de medicina. Es el autor de un tratado y manual de anatomie, el Syllabus Musculorum, y publica en 1705 una traducción comentada de las seis primeros libros de los Elementos de Euclides. Es por otra parte un amigo del poeta Abraham Cowley, que escribe a su propósito un poema titulado Año Ode to Dr Scarborough.
Scarborough muere en Londres en 1694. Es inhumé a Cranford en el Middlesex. Su esposa hace entonces instalar un monumento en su memoria en la iglesia de Cranford. 